# إرفينغ هاو
إرفينغ هاو (بالإنجليزية: Irving Howe)‏ هو صحفي وكاتب ومؤرخ أمريكي، ولد في 11 يونيو 1920 في ذا برونكس في الولايات المتحدة، وتوفي في 5 مايو 1993 في نيويورك في الولايات المتحدة.

## وصلات خارجية
- إرفينغ هاو على موقع IMDb (الإنجليزية)
- إرفينغ هاو على موقع الموسوعة البريطانية (الإنجليزية)
- إرفينغ هاو على موقع إن إن دي بي (الإنجليزية)
- إرفينغ هاو على موقع قاعدة بيانات الفيلم (الإنجليزية)